# Ophir Labes
L'Ophir Labes è una struttura geologica della superficie di Marte.